# TV Mirante Açailândia
TV Mirante Açailândia foi uma emissora de televisão brasileira sediada em Açailândia, cidade do estado do Maranhão. Operava no canal 3 VHF, e era afiliada à TV Globo. Foi uma das emissoras próprias da Rede Mirante e gerava sua programação para a cidade de Açailândia e áreas próximas. Encerrou suas transmissões em 2016, tornando-se uma sucursal da TV Mirante Imperatriz.

## História
Antes do surgimento da TV Mirante, entrou no ar como repetidora da programação da TV Mirante Imperatriz, afiliada da TV Globo já nos anos 90. Em 1º de abril de 2006, a emissora deixa de ser uma retransmissora e torna-se a TV Mirante Açailândia, sexta afiliada da TV Globo no estado do Maranhão.
Em 30 de setembro de 2015, a emissora encerrou a produção local do JMTV 2ª edição, passando apenas a retransmitir os programas da TV Mirante Imperatriz e inserir comerciais locais. Exatamente um ano depois, a emissora fechou também o seu departamento comercial, passando a retransmitir integralmente a programação de Imperatriz. A emissora então foi extinta, passando a ser apenas sucursal da TV Mirante Imperatriz.